# Quartet Mèlt
El Quartet Mèlt és un grup vocal creat el 2012 i format per quatre cantants: la soprano Magalí Sare (Bellaterra), la contralt Ariadna Olivé (Barcelona), el tenor Eloi Fort (Tarragona) i el baríton Oriol Quintana (Sabadell), influïts pel cant coral. La soprano Carolina Alabau (de Rubí) va substituir Magalí Sare puntualment l'any 2019 i, definitivament, a partir de l'any 2021.
Treballen un repertori molt ampli i variat, basat essencialment en obres escrites per a cor mixt a quatre veus a cappella, i que comprèn des de la música antiga fins a temes moderns de gèneres diversos i de caràcter popular.

## Trajectòria
El grup es va unir pel món del cant coral català i, junts, van decidir emprendre un projecte conjunt amb l'objectiu de gaudir de la música i transmetre-la a tothom qui els escoltés. La popularitat del grup es va veure impulsada en l'àmbit català gràcies a la seva participació, durant la tardor del 2015, en la tercera temporada del concurs musical de TV3 Oh happy day, de la qual es van proclamar guanyadors; i a la seva col·laboració amb el disc de La Marató de TV3 el desembre del mateix any.
El 22 d'abril de 2016 van publicar el seu primer disc, Maletes, on es recull una varietat de les peces que havien estat treballant al llarg de la seva trajectòria fins aquell moment. El segon disc, Xarrampin!, dedicat a les nadales el van publicar el 23 de novembre de 2017 i comptava amb arranjaments instrumentals de Joan Albert Amargós.
El 2019 van portar el seu espectacle Imparables a diversos teatres, oferint un viatge en el temps i la música, amb la narració dramatitzada d'Òscar Orbezo, que també era el guionista i director de l'espectacle.